# Mitja Leskovar
Mitja Leskovar (né le 3 janvier 1970) est un prêtre slovène de l'Église catholique qui travaille dans le service diplomatique du Saint-Siège.

## Biographie
Mitja Leskovar est né à Kranj, en Slovénie, le 3 janvier 1970 et grandit à Kokrica (en). Il est entré au séminaire de Ljubljana en 1989, où il obtient un diplôme en théologie. Il est ordonné prêtre du diocèse de Ljubljana le 29 juin 1995 par l'archevêque Alojzij Šuštar (de),. Après deux ans de travail pastoral à Domžale, il poursuit ses études à Rome. Il obtient son master en 1999 et un doctorat en droit canonique à l'Université pontificale grégorienne.

## Carrière diplomatique
Il rejoint le service diplomatique du Saint-Siège le 1er juillet 2001. Ses premières affectations comprennent des missions au Bangladesh (en) de 2001 à 2003, à la Section des affaires générales du Secrétairerie d'État à Rome de 2003 à 2014, en Allemagne de 2015 à 2018, et en Inde (en) de 2018 à 2020,.
Alors qu'il travaille à Rome en 2012, il est chargé de réformer les procédures de sécurité du Vatican après que le majordome du pape Benoît XVI ait été arrêté pour avoir prétendument divulgué des documents à un journaliste italien. Cela comprend l'ajout de fonctionnalités de sécurité améliorées aux badges des employés, de nouvelles restrictions sur l'accès physique et la gestion de la manipulation des documents sensibles.
Le 1er mai 2020, le pape François le nommé archevêque titulaire de Beneventum (de) et nonce apostolique en Irak (en). Il est l'un des trois slovènes actifs dans le corps diplomatique du Vatican.
La date de sa consécration en tant qu'évêque est repoussée en raison de la pandémie de COVID-19 au 8 août 2020. Il est consacré par le cardinal Franc Rodé, avec comme co-consécrateurs l'archevêque Stanislav Zore et l'archevêque Jean-Marie Antoine Joseph Speich.
Le 16 avril 2024, le pape François le nomme nonce apostolique en République démocratique du Congo (en).

## Distinctions
- Croix d'officier de l'ordre du Mérite, 25 juillet 2019[7]